# Donja Trepča (Čačak)
Pour les articles homonymes, voir Donja Trepča.
Donja Trepča (en serbe cyrillique : Доња Трепча) est un village de Serbie situé sur le territoire de la ville de Čačak, district de Moravica. Au recensement de 2011, il comptait 982 habitants.
Donja Trepča, officiellement classée parmi les villages de Serbie, est située à proximité de la station thermale de Gornja Trepča.

## Démographie

### Évolution historique de la population
| 1948  | 1953  | 1961  | 1971  | 1981  | 1991  | 2002  | 2011 |
| ----- | ----- | ----- | ----- | ----- | ----- | ----- | ---- |
| 1 607 | 1 613 | 1 515 | 1 247 | 1 167 | 1 128 | 1 018 | 982  |

|  |